# Forêt du Cratère
La forêt du Cratère est une forêt française de l'île de La Réunion, département d'outre-mer dans le sud-ouest de l'océan Indien. Elle est située dans les Hauts de l'Est, sur le territoire communal de Saint-Benoît et au sein du parc national de La Réunion. Il s'agit d'une forêt départementale.
La forêt du cratère est une forêt indigène située dans un secteur humide. Elle regroupe plusieurs formations végétales indigènes à différents étages : forêt de basse altitude (un des milieux les plus rares de l'île de la Réunion) et forêt de moyenne altitude. Elle comprend de très grands arbres et est riche en sapotacées et autres espèces communes. La forêt abrite de nombreuses espèces végétales rares à très rares (Dombeya blaiolens, Medinilla loranthoides, ...) et comprend une faune nombreuse et diversifiée (oiseaux, mammifères, reptiles, invertébrés).
La partie basse de la forêt du Cratère est soumise à de nombreuses perturbations d'origine anthropique (chasse, espèces envahissantes (goyaviers, jamrosats...), prédation...). Elle est parcourue par un sentier de randonnée, le sentier des Ravenales.